# Winner (Dakota del Sur)
Winner es una ciudad ubicada en el condado de Tripp en el estado estadounidense de Dakota del Sur. En el Censo de 2010 tenía una población de 2.897 habitantes y una densidad poblacional de 508,89 personas por km².

## Geografía
Winner se encuentra ubicada en las coordenadas 43°22′39″N 99°51′18″O / 43.37750, -99.85500. Según la Oficina del Censo de los Estados Unidos, Winner tiene una superficie total de 5.69 km², de la cual 5.69 km² corresponden a tierra firme y (0%) 0 km² es agua.

## Demografía
Según el censo de 2010, había 2.897 personas residiendo en Winner. La densidad de población era de 508,89 hab./km². De los 2.897 habitantes, Winner estaba compuesto por el 82.05% blancos, el 0.21% eran afroamericanos, el 14.01% eran amerindios, el 0.28% eran asiáticos, el 0% eran isleños del Pacífico, el 0.28% eran de otras razas y el 3.18% pertenecían a dos o más razas. Del total de la población el 1.45% eran hispanos o latinos de cualquier raza.